# Arlington (Kansas)
Arlington es una ciudad ubicada en el condado de Reno en el estado estadounidense de Kansas. En el año 2010 tenía una población de 473 habitantes y una densidad poblacional de 152,58  personas por km².

## Geografía
Arlington se encuentra ubicada en las coordenadas 37°53′47″N 98°10′46″O / 37.89639, -98.17944 (37.896363, -98.179313).

## Demografía
Según la Oficina del Censo en 2000 los ingresos medios por hogar en la localidad eran de $29,453 y los ingresos medios por familia eran $38,571. Los hombres tenían unos ingresos medios de $26,250 frente a los $20,250 para las mujeres. La renta per cápita para la localidad era de $14,289. Alrededor del 4.4% de la población estaban por debajo del umbral de pobreza.